# اکستر (فیلم)
اکستر (انگلیسی: Exeter) فیلمی در ژانر ترسناک است که در سال ۲۰۱۵ منتشر شد. از بازیگران آن می‌توان به کوین چاپمن و استیون لانگ اشاره کرد.

## خلاصه داستان
گروهی از نوجوانان به طور اتفاقی یک روح شیطانی را آزاد میکنند که آن روح تک به تک آنها را تسخیر می کند.